# 東ドイツ国鉄VT18.16型気動車
東ドイツ国鉄VT18.16型気動車（ひがしドイツこくてつVT18.16がたきどうしゃ）は、東ドイツ国鉄が製造した特急旅客用気動車である。1970年以降は175系、"ゲルリッツ型"と呼ばれた。

## 歴史

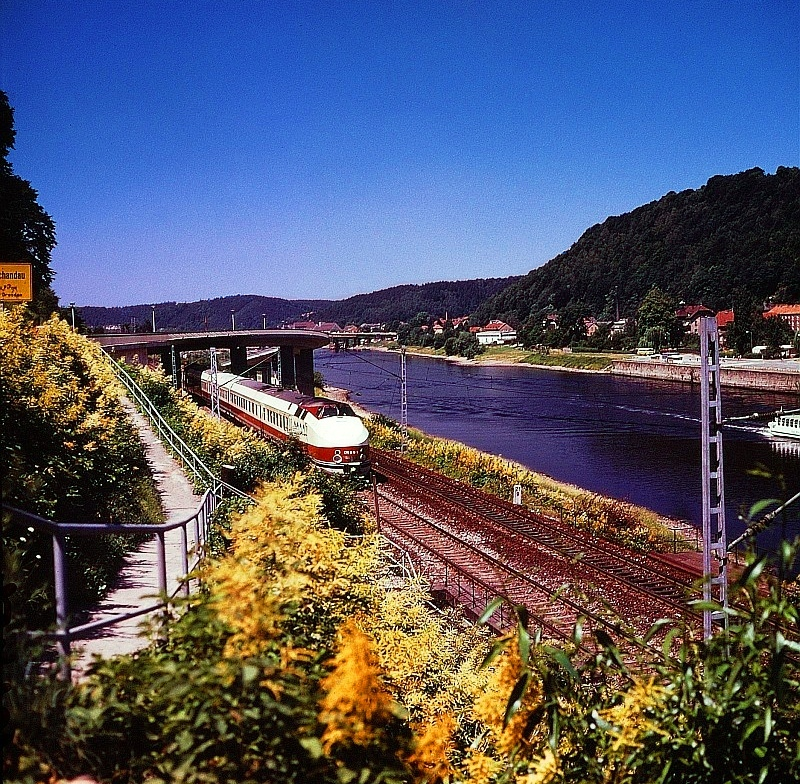
「ザクセンのスイス」地方のエルベ川沿いを走行中のVT18.16型

これは、国際鉄道路線における東ドイツの威信を高める目的で開発された高品質の車両であり、1963年から、VEBゲルリッツ車両工場で製造された。
試作車は最大毎時160km/hを出すために、900馬力のエンジンを2基搭載しており、「気動車(Verbrennungstriebwagen)」を意味する「VT」と、「1800馬力」を意味する「18」、そして毎時160km/hを意味する「16」をとって「VT18.16」と名付けられた。量産車では、1000馬力のエンジン2基に改められた。
8編成（1編成4両）に加えて、追加の中間車（VME）が6両、予備電源車（VTa 09/10, 後に175 017+019）が2両製造された。
この車両は、西ドイツのドイツ連邦鉄道がTEE用に製造した西ドイツ国鉄VT11.5型気動車と競合するものであった。製造にあたり、高い条件を設定したため、他のドイツ国営鉄道の列車よりも車内設備ははるかに良好であった。
スカンディナヴィア、オーストリア、チェコスロバキアへの国際線に投入されたが、主にプラハ経由ウィーン行きの「ヴィンドボナ号」として知られている。一時的に他の車両が使用されることもあったが、この「ヴィンドボナ号」のルートにはVT18.16型が充当されることが多かったために、今日では「ヴィンドボナ号」は「VT18.16型」と同義語となっている。
1970年代後半には、もはやVT18.16型のキャパシティでは不十分となり、これらの国際列車のほとんどは機関車牽引の客車列車による運行に切り替えられた。1979年にウィーン行き「ヴィンドボナ号」としての運用が終了したが、東ドイツ国鉄はこのルートで使用するに適した鉄道車両を他に所有していなかったために、オーストリア国鉄に補償金を支払った。
国際列車のとしての最後の運用は、1980年代初頭にカールスバート行きの「カルレックス号」「カロラ号」として行なわれた。
東ドイツ国鉄の定期運用列車として最後の運用は、1980年代半ばに運行された、ライプツィヒ・メッセのためのベルリン動物園駅 - ライプツィヒ中央駅間の急行列車と、ベルリン - バウツェン間の「ゾルプ急行 (Sorben-Express)」としてのものであった。そして、この車両は徐々に引退していった。
1990年代初頭には、運転可能な車両が残っており（175系019、313、413、014、中間車2両）、東ドイツ国鉄の「動態保存車両」となった。ドイツ統一後、1992年にドイツ連邦鉄道の675系となり、東ドイツ国鉄を回顧する企画のために2003年まで使用された。2003年4月に、最後の動態保存車両がドイツとヨーロッパ諸国への「さよならツアー」を行なった。
最後の車両も2003年6月までに廃車となり、ドイツ鉄道博物館に引き取られた。その後、ケッツィンの鉄道愛好家団体によって 、2014年7月30日にベルリン・ルンメルスブルク駅からケッツィン駅へ014+019編成が移された。ベルリンにはもう一編成、175系の015-016編成がベルリン・リヒテンベルク駅に保存されている。また、175系の005-006編成（青年団列車「エルンスト・テールマン号」）は、ケムニッツ・ヒルバースドルフの鉄道博物館に恒久的に貸与されている。175系の009-010編成（およびVMd175 407）は、1995年頃から、フェルテンに放置されているが、窓が壊れ、錆びて損傷している。

## 運用
VT18.16型は、以下の路線で運行された。
- ベルリネーレン号：ベルリン - マルメ（ザスニッツ - トレレボリ間は鉄道連絡船使用）
- カルレックス号：ベルリン - カールスバート
- カロラ号：ライプツィヒ - カールスバート
- ネプチューン号：ベルリン - コペンハーゲン（ヴァーネミュンデ - ゲッサー間は鉄道連絡船使用）
- ヴィンドボナ号：ベルリン - プラハ -ウィーン

## 現存車両
| 車両        | 所在                                       |
| ----------- | ------------------------------------------ |
| 175 003–004 | ケムニッツ・ヒルバースドルフ駅             |
| 175 005–006 | ケムニッツ・ヒルバースドルフ駅             |
| 175 009–010 | フェルテン駅                               |
| 175 011–012 | ベルリン・ルンメルスブルク駅               |
| 175 014+019 | ケッツィン駅/OHKB e. V.所有                |
| 175 015–016 | ベルリン・リヒテンベルク駅/BSWグループ所有 |

## 技術的特徴
西ドイツのVT11.5型と同様に、VT18.16型はドイツ帝国鉄道のDR 137 155系をベースに開発された。
動力は、ベルリンのVEBヨハンニスタール・エンジン工場の、実績のある「タイプ12 KVD18/21」直流180vエンジンを採用した。当初このエンジンは900馬力の出力を持ち、その後、1000馬力（736キロワット）に増加した。
送電用の3コンバータ・フローティングギアである「L 306 RT"フォイト・ザンクト・ペルテン"」は、右前方台車に直接組み込まれた。カルダン駆動方式を採用し、4両編成で毎時160km/hを出すことが出来た。